# Vryburg (Denkmal)
Die Vryburg ist eine mittelalterliche Ringwallanlage, die bedeutend für die frühmittelalterliche Besiedlung im Ruhrtal ist. Die heutige Wüstung der Anlage befindet sich im östlichen Essener Stadtteil Horst auf einer Anhöhe nördlich der Ruhr in unmittelbarer Nähe östlich des Hauses Horst. Möglicherweise war sie der Vorläuferbau dieses Herrensitzes. Die Vermutung konnte aber bisher noch nicht belegt werden.

## Geschichte
Die genaue Datierung der Anlage war bis jetzt nicht möglich. Die 1934 bei einer Ausgrabung unter Leitung von Ernst Kahrs, dem damaligen Direktor des Ruhrlandmuseums (heute Ruhr Museum), gemachten Scherbenfunde erlauben jedoch eine Datierung in das 9./10. Jahrhundert, sodass es sich möglicherweise um eine militärstrategische Anlage aus spätkarolingischer Zeit handelt.

## Beschreibung
Die Ausmaße der annähernd quadratischen Anlage betragen etwa 100 mal 100 Meter. Geschützt wurde sie durch eine noch heute gut erkennbare Umwehrung aus Spitzgräben und Erdwällen. Die Befestigung erfolgte vermutlich durch eine Holz-Erde-Konstruktion oder durch eine Holzpalisade. Von diesen Befestigungen sind ein tiefer Sohlgraben an der Südwestseite sowie ein Doppelgraben mit Zwischenwall im Südosten und einige Wallabschnitte an der Westseite erhalten. Im Nordosten befindet sich ein doppelter Graben mit einer Tiefe von durchschnittlich 2,50 Metern. Lediglich im nordwestlichen Bereich sind die Gräben verfüllt, aber dennoch als Senke im Gelände zu erkennen.
Die Grabung ergab außerdem, dass sich im Nordwesten ein Kammertor befunden hat, das aus Ruhrsandstein neu aufgemauert worden ist. Im südlichen Teil des Areals befinden sich zudem die Grundmauern eines rechteckigen Gebäudes – ebenfalls aus Ruhrsandstein –, das während der Ausgrabung freigelegt wurde.
Am 13. März 1997 wurde die Anlage als Bodendenkmal in die Denkmalliste der Stadt Essen aufgenommen.

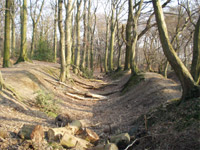
Weiterer Graben der Vryburg
- 3D-Geländemodell der Wallanlage Vryburg
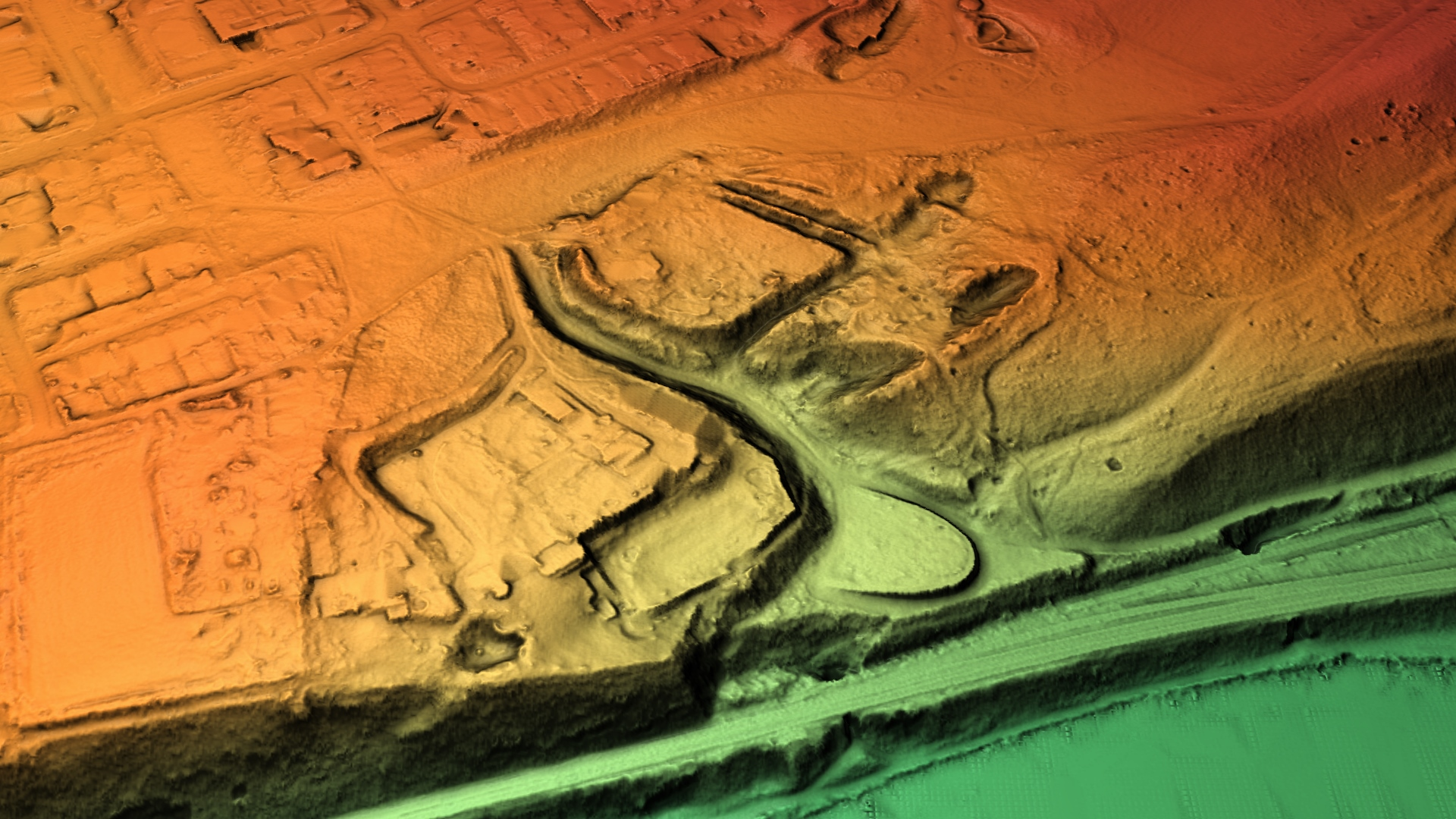
3D-Ansicht des digitalen Geländemodells